# 共同富裕
共同富裕（きょうどうふゆう、英語：common prosperity）は、中華人民共和国のスローガンである。社会全体のメンバーが幸福で豊かで美しい物質的・文化的生活を送ることを指し、中国が社会主義市場経済を発展させる根本的な目標とされている。中国共産党のかつての指導者の鄧小平は、中国が大国であるため、資本主義の道を歩むと富裕な人はわずかな割合にとどまり、99%の人々の生活の豊かさの問題を解決できないと考えていた。彼は一部の条件の整った地域や人々を先に富裕にし、遅れている地域や人々を牽引し助けることで、最終的に共同富裕を実現することを提唱した（いわゆる「先富論」）。

## 背景
中国の歴史上、「大同思想」に見られるように共同富裕の追求に関する試みがあった。マルクスの理論には、共同富裕の理想（例：各尽所能、各取所需）とその達成方法についての論述が含まれており、生産力の発展によって実現されるとあった。ソビエト連邦の指導者であるレーニンとスターリンは、この問題について深く探究していた。中国は、当初スターリンのモデルを模倣していたが、それらが失敗に終わったため、独自の道を探求し始めた。
1953年12月、中国共産党主席である毛沢東は、「農業生産協同組合の発展に関する決議」で初めて「共同富裕」という概念を提起した。そこには「社会主義的な工業化の逐次的な実現」「手工業や資本主義の工商業に対する社会主義的改革の実現」「農業全体の社会主義的改革の逐次的な実現」「農村の富農経済制度と個体経済制度農村の廃止と協同化の実現」「全体の農村人民の共同富裕」といった目標が含まれていた。その後の中共八大会議では、党の重点を生産力の発展と経済建設に移し、共同富裕の実現を目指すと提唱された。しかし、生産関係の変革だけで共同富裕を実現しようとする単純な考え方では、生産力の増強が伴わず、この理想を達成することができなかった。

## 変遷
中国共産党第十一期中央委員会第三回全体会議の後、鄧小平は国内外で社会主義建設の教訓をまとめ、共同富裕の思想を深く探求した。1985年3月、全国科学技術労働者代表大会で、中共中央顧問委員会主任の鄧小平は、「社会主義の目的は、国民全体が共同して豊かになることであり、二極化ではない」と指摘た。1985年9月、1990年12月、1992年初めにも、鄧小平は何度も「共同富裕」という言葉を提唱した。彼は、共同富裕を社会主義と資本主義の違いと捉えていた。「資本主義の道を歩むと、中国の一部の人々を富ませることができるが、絶対に大多数の人々の生活を豊かにできない。一方、社会主義を堅持し、労働に応じた分配原則を実施すれば、貧富の格差は大きくならない。」と述べた。
鄧小平は共同富裕を段階的なものと捉え、手段として市場メカニズムを利用すべきだと提唱した。彼は、全ての社会メンバーが同時に平等に分配される「同期的な富裕」ではなく、一部分の条件の整った地域や人々を先に富裕にし、遅れている地域や人々を牽引し助けることで、最終的に共同富裕を実現すると主張した（いわゆる「先富論」）。鄧小平は同期的な発展は不可能だと考えており、「実際には共同の遅れと共同の貧困」であると述べた。彼は「農村と都市の両方で、一部の人々が先に富み、勤労による富は正当なものである」と述べた。しかし、それと同時に社会の二極化を防ぐためには、社会主義の手段を採るべきだと考えていた。
鄧小平はまた、共同富裕は物質的な富と精神的な富の統一であるとも考えていた。後の指導者である江沢民と胡錦濤の政治思想でも、共同富裕の重要性が言及されている。2011年、当時の重慶市書記であった薄熙来は、「唱紅打黑（革命歌曲を歌い、悪徳を取り締まる）」政策の下で、再び共同富裕の概念を主導した。

## 習近平時代
習近平は、中国共産党中央委員会総書記（最高指導者）として、「精密な貧困救済」という経済思想を持っている。経済の発展に能力と条件を持つ人々が貧困から脱出し富を築く一方で、発展の成果をより多くの人々に公平に還元し、能力や条件を持たない（一時的に持っていない人も含む）人々の発展を支援し、共同富裕を実現する必要があると考えている。
2021年8月17日、習近平は中央財経委員会の第十回会議で行った演説で、共同富裕について詳しく説明した。「共同富裕は社会主義の本質的要求であり、中国のモデルの現代化の重要な特徴である。共同富裕とは、全ての人々が共に豊かであり、物質的・精神的の両方面で生活が豊かであることを意味する。それは少数者の富の偏在でも、均等主義の一様な分配でもない。」と説明した。また、習近平は、共同富裕の時間軸を次のように示した。
| 第14次五カ年計画期末                                                                      | 2035年                                                                      | 本世紀の中ごろ                                                                                |
| ----------------------------------------------------------------------------------------- | --------------------------------------------------------------------------- | --------------------------------------------------------------------------------------------- |
| 全体の人々が共に繁栄へ確かな一歩を踏み出す 住民の収入と実際の消費水準の差が徐々に縮小する | 全体の人々が共に繁栄を実質的に進展させる 基本的な公共サービスの均等化の実現 | 全体の人々が共に繁栄を基本的に実現する 住民の収入と実際の消費水準の差が合理的な範囲に縮小する |

中国は、これらの目標をもとに共同富裕の実現に向けて政策を進めている。経済的な格差の縮小や公共サービスの均等化など、さまざまな施策が進められている。中国は2035年までに全体の人々が共に繁栄を享受する新たな時代を築くことを目指している。共同富裕を実現するための原則として、「勤労と創造による豊かさの奨励」、「基本的な経済制度を堅持」、「可能な範囲で努力し、段階的に進歩する」という目標を提示した。
共同富裕を実現するための手段について、習近平は次のように指摘しています。「全体的なアプローチは、人民中心の発展思想を堅持する。」「高品質の発展を通じて共同富裕を促進する。「効率と公平の関係を適切に処理し、初次分配、再分配、三次分配を調和させる基本的な制度配置を構築する」「税収、社会保障、転送支払などの調節力を強化し、精度を向上させ、中間所得層の比重を拡大し、低所得層の所得を増やし、高所得を適切に調整し、違法な所得を禁止し、中間層を中心にしたオリーブ型の配分構造を形成する。」「社会の公平と正義を促進し、人々の総合的な発展を促進し、全体の人々が共同富裕の目標に着実に向かって進むようにする。」。習近平はまた、全体の人々が共同富裕を達成するというのは全体的な概念であり、同時進行は不可能であり、継続的な推進と成果の継続的な獲得が必要であると指摘している。
会議終了後、中国のテクノロジー企業であるテンセントは、共同富裕プログラムに500億元の投資を発表した。また、拼多多は2021年8月24日に、前四半期および将来の利益を農業開発に投資し、最大100億元を投入することを約束した。アリババも同様に、1000億元の慈善投資を実施することを約束した。

## 参考資料
1. ↑  新华社 (2020年11月3日). “Xi Focus: Xi says China to further promote common prosperity”. 新华社.  オリジナルの2021年3月1日時点におけるアーカイブ。 2021年7月15日閲覧。
2. 1 2 3 4 5 6 7 8 9  余永跃; 王世明. “论邓小平共同富裕思想的理论来源及其发展”. 科学社会主义.  オリジナルの2020-04-08時点におけるアーカイブ。 2018年8月10日閲覧。.
3. ↑  余永跃; 王世明. “论邓小平共同富裕思想的理论来源及其发展”. 科学社会主义.  オリジナルの2020-04-08時点におけるアーカイブ。 2018年8月10日閲覧。.
4. ↑  汪啸风,市场经济大辞典,湖南出版社,1994年01月第1版,第55页
5. ↑  汪啸风,市场经济大辞典,湖南出版社,1994年01月第1版,第55页
6. ↑  李长福主编,邓小平理论辞典,中国文史出版社,2004年08月第1版,第367页
7. ↑  余永跃; 王世明. “论邓小平共同富裕思想的理论来源及其发展”. 科学社会主义.  オリジナルの2020-04-08時点におけるアーカイブ。 2018年8月10日閲覧。.
8. ↑  李国祥 (2016年2月9日). “习近平精准扶贫精准脱贫思想的实践和理论意义--时政--人民网”. 人民网. 2017年2月25日時点のオリジナルよりアーカイブ。2018年8月10日閲覧。
9. ↑  习近平 (2021年8月17日). “扎实推动共同富裕”. 求是 (2021/20).  オリジナルの2021-11-24時点におけるアーカイブ。 2022年3月25日閲覧。.
10. ↑  “腾讯再投500亿助力共同富裕”. 联合早报 (2021年8月19日). 2021年8月19日時点のオリジナルよりアーカイブ。2021年8月19日閲覧。
11. ↑  “拼多多承諾拿出100億元人民幣利潤　投資中國農業發展”. 香港01. (2021年8月24日).  オリジナルの2021年8月26日時点におけるアーカイブ。 2021年8月26日閲覧。
12. ↑  “阿里巴巴承诺为共同富裕捐1000亿后…股票暴跌”.  オリジナルの2022年4月25日時点におけるアーカイブ。 2021年9月7日閲覧。